# Louis-Antoine de Noailles
Louis-Antoine kardinal de Noailles, francoski rimskokatoliški duhovnik, škof in kardinal, * 27. maj 1651, Cros-de-Montvert, † 4. maj 1729.

## Življenjepis
8. junija 1675 je prejel duhovniško posvečenje.
24. februarja 1679 je bil imenovan za škofa Cahorsa; 8. maja je bil potrjen in 18. junija 1679 je prejel škofovsko posvečenje.
21. junija 1680 je bil imenovan za škofa Chalons-sur-Marna (potrjen je bil 17. marca 1681) in 19. avgusta 1695 za nadškofa Pariza (19. septembra istega leta je bil potrjen).
21. junija 1700 je bil povzdignjen v kardinala.
3. januarja 1701 je bil imenovan za kardinal-duhovnika S. Maria sopra Minerva in 3. marca 1729 za S. Sisto.